# 3611 Дабу
3611 Дабу (3611 Dabu) — астероїд головного поясу, відкритий 20 грудня 1981 року.
Тіссеранів параметр щодо Юпітера — 3,281.